# Voetsteunadaptor

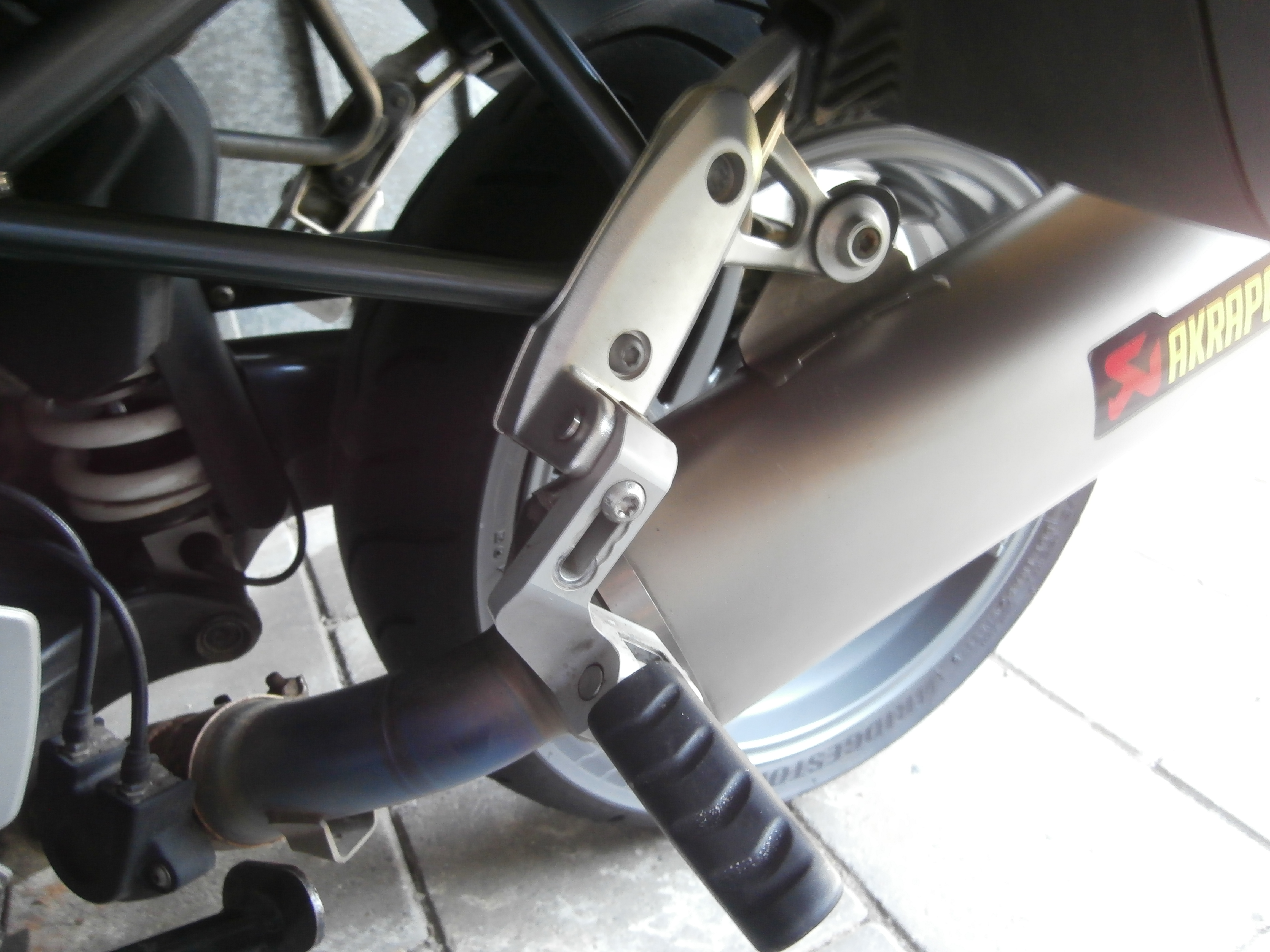
Voetsteunadapter voor duopassagier, in vier standen verstelbaar

Een voetsteunadaptor is een accessoire om de voetsteunen van een motorfiets te verplaatsen.
Dit wordt gedaan om een sportievere of comfortabelere zithouding te verkrijgen als deel van een rem- en schakelset of om de motorfiets aan te passen aan de lengte van de berijder, als deel van een ergonomiepakket.